# Baerenthal
Pour les articles homonymes, voir Bärental.
Bærenthal redirige ici.
Baerenthal [bɛʁəntal], également orthographié Bærenthal, est une commune française située dans le département de la Moselle, en région Grand Est.
Village rural du pays de Bitche, Baerenthal est situé à 47 km au nord-ouest de Strasbourg, dans le terroir du parc naturel régional des Vosges du Nord, aux confins de l'Alsace et de la Lorraine. En 2022, la population légale est de 742 habitants, appelés les Baerenthalois . Ils sont aujourd'hui surnommés plaisamment die Heckebuewe (Heckenbuben, « les gars des buissons »), en référence aux groupes itinérants Jenisch, dialectophones germaniques semi-nomades spécialisés dans les transports roulants, et souvent assimilés aux Bohémiens, qui vivaient au début du XIXe siècle dans les vastes forêts du canton de Bitche.

## Géographie

### Localisation
Le village se situe en pays couvert, à quinze kilomètres de Bitche et à douze kilomètres de Niederbronn, à la limite Sud-Est du canton de Bitche. Comptant sept-cent-cinquante habitants, il est situé à deux-cent-quarante mètres d'altitude, dans la verdoyante vallée de la Zinsel du Nord.

### Écarts et lieux-dits
Les écarts du village sont très nombreux, réduits souvent à quelques maisons :
- Bécithal
- Betteli de 1840.
- Breitthal de 1841.
- Daxhof, appartenant à la seigneurie de Falkenstein, est construit vers 1740.
- Eulenkopf vers 1845.
- Fischerhof au commencement du XVIIe siècle.
- Frohnacker très probablement après 1770.
- Kundschaft en 1865.
- Mühlthal, ancienne ferme de la seigneurie de Falkenstein, dont la maison forestière date de 1845.
- Obermühlthal, probablement du XIIe siècle.
- Reinhardtshof, ferme de la seigneurie de Falkenstein au XVIe siècle.
- Rosselhof vers 1730
- Teufelsbrückerhof construit vers 1770.
- Thalhäuseln vers la fin du XVIIIe siècle.
- Schmalenthal du début du XIXe siècle.
- Untermühlthal vers 1720.

L'unique maison formant l'écart Kroterwasen est achetée par l'Administration des Eaux et Forêts et, en 1887, transformée en maison forestière prenant le nom de Schwarzenberg. Les hameaux disparus de Leimenthalerhof, Rothenbronnerhof, Sasselbach, Scharfeneckerhof et Wiesenlagerhof sont encore mentionnés en 1798. Le village de Mühlenbach, appartenant en 1332 à la seigneurie de Gross-Arnsburg, puis à celle de Falkenstein, est enfin réuni au village de Lemberg. En 1150, le landgrave Dietrich le cède à l'abbaye de Neuweiler qui donne le domaine en fief à l'abbaye de Neubourg.

### Géologie et relief
La commune se compose de 89,70 hectares de territoires artificialisés (2,28 %), 212,61 hectares de territoires agricoles (5,41 %) et 3 627,31 hectares de forêts et milieux semi-naturels (92,30 %).
Espaces naturels :
- Neuf espaces protégés hors Natura 2000,
- Deux espace protégé Natura 2000,
- Cinq zones naturelles d'intérêt écologique, faunistique et floristique (Znieff).

Le marais-friche de Baerenthal.
La commune est située au cœur du massif forestier du Pays de Bitche.

### Sismicité
Commune située dans une zone de sismicité modérée.

### Hydrographie et les eaux souterraines

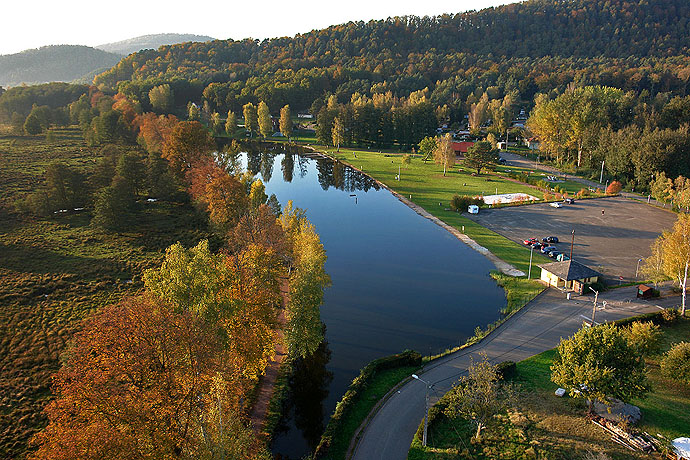
Un étang à Baerenthal.

#### Réseau hydrographique
Grand étang faisant partie de la Réserve naturelle nationale des rochers et tourbières du pays de Bitche.
La commune est située dans le bassin versant du Rhin au sein du bassin Rhin-Meuse. Elle est drainée par la Zinsel du Nord, le ruisseau le Falkensteinbach, le ruisseau le Brambach, le ruisseau le Brunnenthal, le ruisseau le Winkelbach et le ruisseau Rehbach.
La Zinsel du Nord, d'une longueur totale de 43,2 km, prend sa source dans la commune de Mouterhouse et se jette  dans la Moder à Schweighouse-sur-Moder, après avoir traversé douze communes.
Le Falkensteinbach, d'une longueur totale de 27,2 km, prend sa source dans la commune de Bitche et se jette  dans la Zinsel du Nord à Gundershoffen, après avoir traversé huit communes.
Hydrogéologie et climatologie : Système d’information pour la gestion des eaux souterraines du bassin Rhin-Meuse :
Territoire communal : Occupation du sol (Corinne Land Cover); Cours d'eau (BD Carthage),
Géologie : Carte géologique; Coupes géologiques et techniques,
 Hydrogéologie : Masses d'eau souterraine; BD Lisa; Cartes piézométriques.

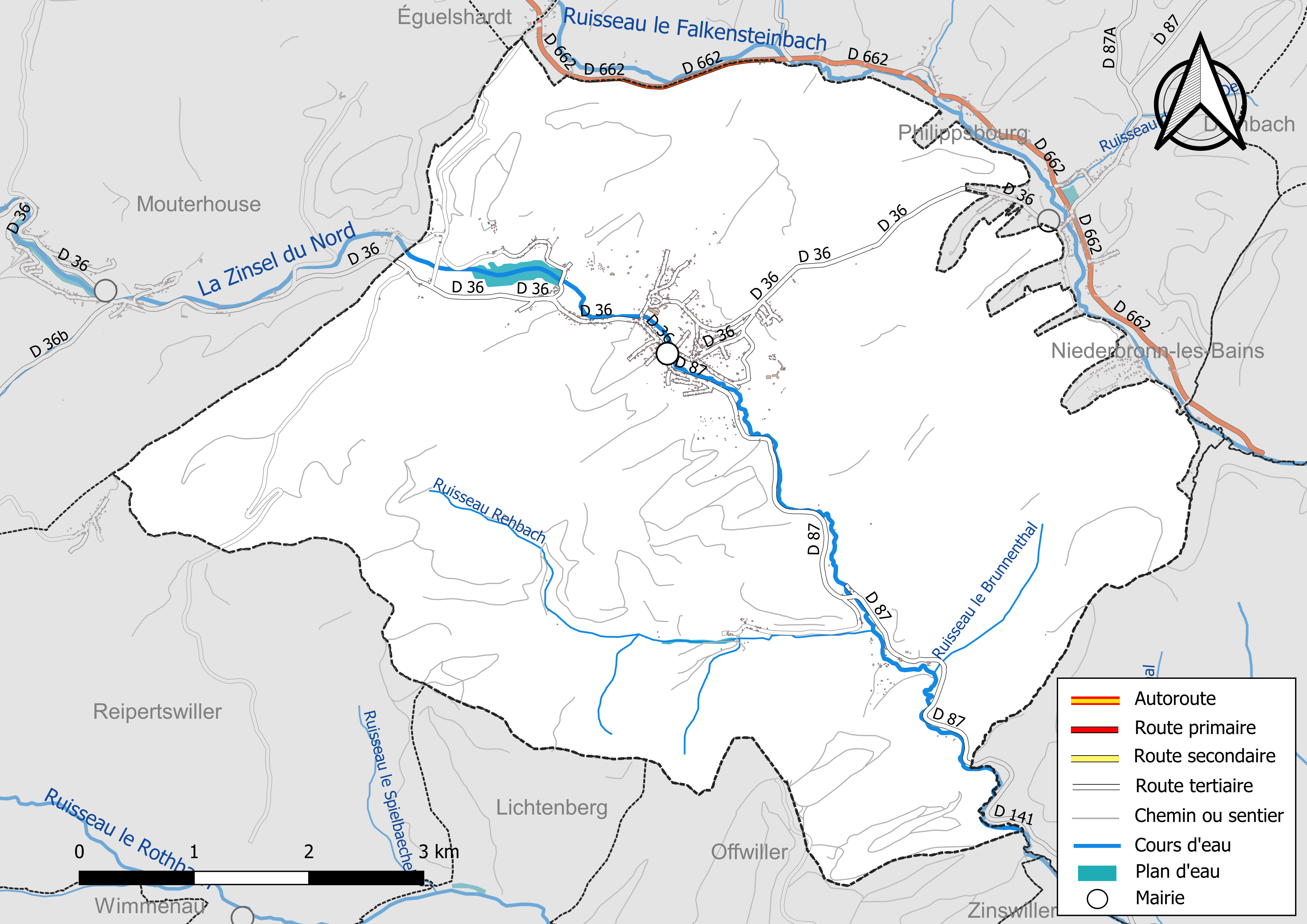
Réseaux hydrographique et routier de Baerenthal.

#### Gestion et qualité des eaux
Le territoire communal est couvert par le schéma d'aménagement et de gestion des eaux (SAGE) « Moder ». Ce document de planification, dont le territoire correspond au bassin versant de la Moder, d'une superficie de 1 720 km2, est en cours d'élaboration. La structure porteuse de l'élaboration et de la mise en œuvre est le Syndicat des Eaux et de l’Assainissement Alsace-Moselle (SDEA). Il définit sur son territoire les objectifs généraux d’utilisation, de mise en valeur et de protection quantitative et qualitative des ressources en eau superficielle et souterraine, en respect des objectifs de qualité définis dans le SDAGE  du Bassin Rhin-Meuse.
La qualité des eaux des principaux cours d’eau de la commune, notamment de la Zinsel du Nord et du ruisseau le Falkensteinbach, peut être consultée sur un site dédié géré par les agences de l’eau et l’Agence française pour la biodiversité. Ainsi en 2020, dernière année d'évaluation disponible en 2022, l'état écologique de la Zinsel du Nord était jugé moyen (jaune).

### Climat
Pour des articles plus généraux, voir Climat du Grand Est et Climat de la Moselle.
En 2010, le climat de la commune est de type climat des marges montargnardes, selon une étude du Centre national de la recherche scientifique s'appuyant sur une série de données couvrant la période 1971-2000. En 2020, Météo-France publie une typologie des climats de la France métropolitaine dans laquelle la commune est exposée à un climat semi-continental et est dans la région climatique  Vosges, caractérisée par une pluviométrie très élevée (1 500 à 2 000 mm/an) en toutes saisons et un hiver rude (moins de 1 °C).
Pour la période 1971-2000, la température annuelle moyenne est de 10,2 °C, avec une amplitude thermique annuelle de 17,4 °C. Le cumul annuel moyen de précipitations est de 884 mm, avec 11,7 jours de précipitations en janvier et 10,3 jours en juillet. Pour la période 1991-2020, la température moyenne annuelle observée sur la station météorologique de Météo-France la plus proche, « Mouterhouse », sur la commune de Mouterhouse à 5 km à vol d'oiseau, est de 10,1 °C et le cumul annuel moyen de précipitations est de 954,2 mm. 
La température maximale relevée sur cette station est de 40,4 °C, atteinte le 25 juillet 2019 ; la température minimale est de −23 °C, atteinte le 13 janvier 1987,,.
Les paramètres climatiques de la commune ont été estimés pour le milieu du siècle (2041-2070) selon différents scénarios d'émission de gaz à effet de serre à partir des nouvelles projections climatiques de référence DRIAS-2020. Ils sont consultables sur un site dédié publié par Météo-France en novembre 2022.

### Voies de communications et transports

#### Voies routières
- D 36 vers Philippsbourg et Mouterhouse.
- D 36b vers Goetzenbruck, Lemberg.
- D 662 vers Biche.
- D 36 et D 1062 vers Niederbronne-les-Bains.

#### Transports en commun

##### Autocars

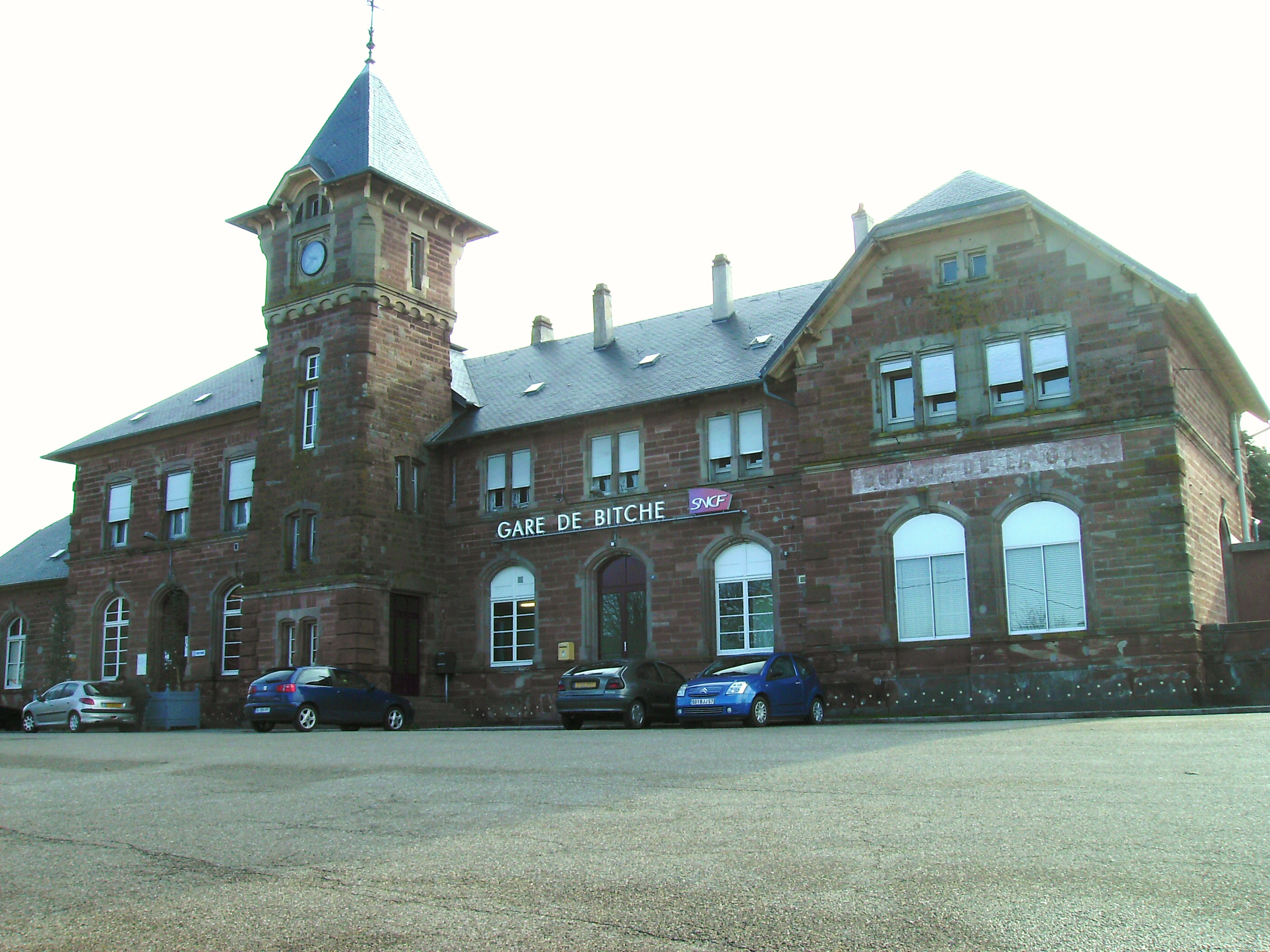
Gare de Bitche.

- Transports à la demande Moselle Fluo Grand Est (Transport interurbain des Mosellans).

##### SNCF
- Gare de Bitche.
- Gare de Lemberg.
- gare de Niederbronn.

### Intercommunalité
Au niveau intercommunal, la municipalité est intégrée dans la communauté de communes du Pays de Bitche qui regroupe 46 localités autour de Bitche.

## Urbanisme

### Typologie
Au 1er janvier 2024, Baerenthal est catégorisée commune rurale à habitat dispersé, selon la nouvelle grille communale de densité à sept niveaux définie par l'Insee en 2022.
Elle est située hors unité urbaine et hors attraction des villes,.

### Occupation des sols
L'occupation des sols de la commune, telle qu'elle ressort de la base de données européenne d’occupation biophysique des sols Corine Land Cover (CLC), est marquée par l'importance des forêts et milieux semi-naturels (92,4 % en 2018), une proportion sensiblement équivalente à celle de 1990 (92,7 %). La répartition détaillée en 2018 est la suivante : 
forêts (91,7 %), prairies (4,2 %), zones urbanisées (2,3 %), zones agricoles hétérogènes (1,1 %), milieux à végétation arbustive et/ou herbacée (0,7 %). L'évolution de l’occupation des sols de la commune et de ses infrastructures peut être observée sur les différentes représentations cartographiques du territoire : la carte de Cassini (XVIIIe siècle), la carte d'état-major (1820-1866) et les cartes ou photos aériennes de l'IGN pour la période actuelle (1950 à aujourd'hui).

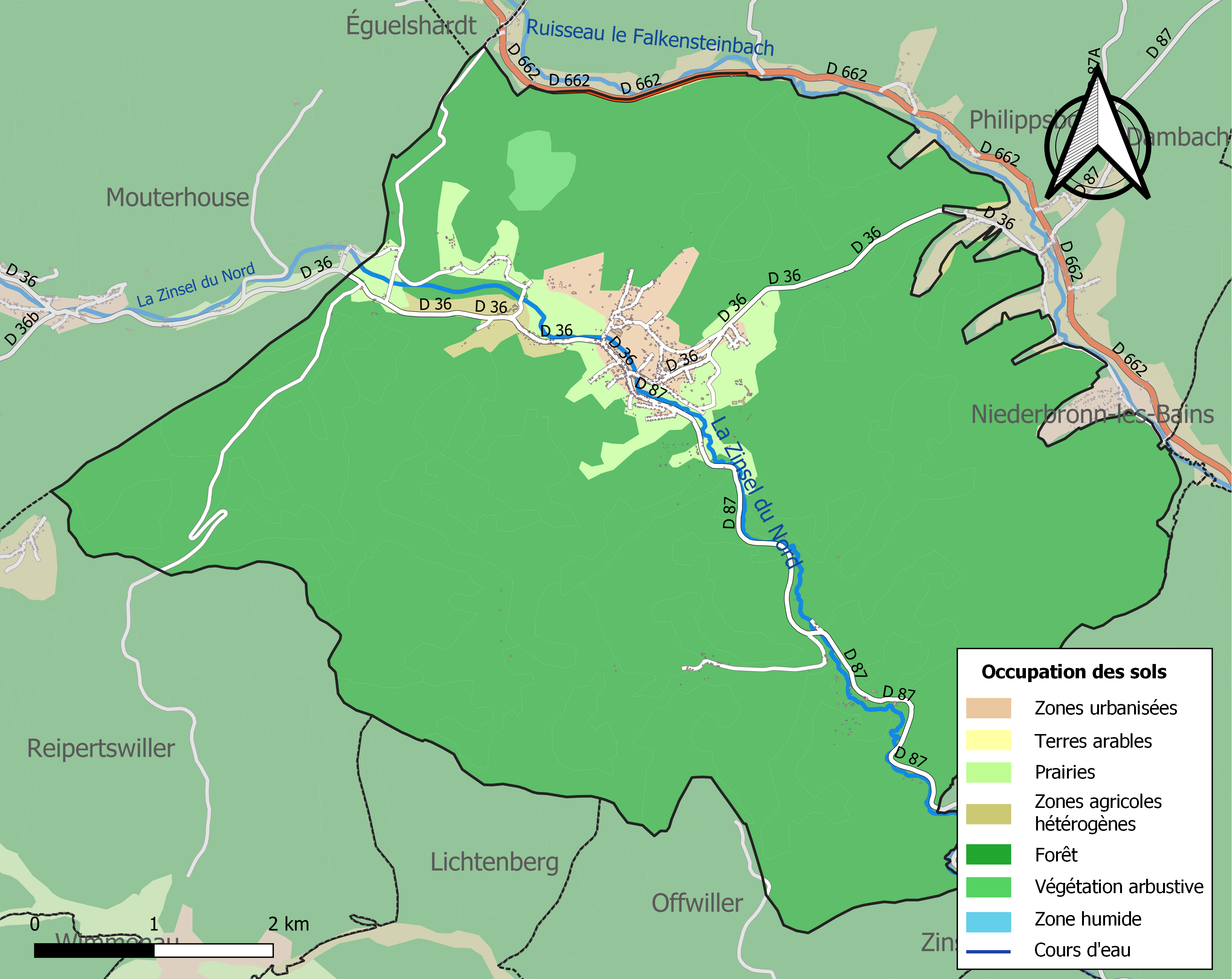
Carte des infrastructures et de l'occupation des sols de la commune en 2018 (CLC).

## Toponymie
Berendal en 1318, Bernthal (1592), Berenthal (1755), Baerenthal (1793), Bacrendhal (1801), Berend'hal (An II), Behrenthal (An XII). 
En allemand Bärental. En francique lorrain : Päretal et Bäredal.

## Langue
Contrairement à ce qu'on écrit parfois[Qui ?], Baerenthal, comme Philippsbourg, relève encore du domaine des dialectes franciques du moyen allemand et non pas de l'alémanique. Bien que le vocalisme de son dialecte rappelle déjà le dialecte alémanique du Bas-Rhin, Baerenthal est situé à l'ouest de la ligne d'isoglosse P/PF (on y dit par exemple Kopp, tête, et Appel, pomme, et non pas Kopf et Apfel comme dans les dialectes de l'allemand supérieur)[réf. nécessaire].

## Histoire

### Période médiévale
Lors de sa fondation, à l'époque des comtés francs du VIIIe au Xe siècle, Baerenthal se situe dans le Nordgau alsacien et fait partie, à l'époque carolingienne de l'évêché de Strasbourg, juste à la frontière de l'évêché de Metz. La période médiévale du village est très riche grâce à la présence des châteaux de Ramstein et du Grand-Arnsberg sur son ban. Dans un document du 22 octobre 1291, on cite pour la première fois les nobles de Ramstein et le village de Baerenthal est mentionné tardivement en 1318, sous la forme Berebdal, signifiant peut-être « la vallée de Bero ». Du point de vue du pouvoir temporel, Baerenthal fait alors partie de la seigneurie de Ramstein, puis, à partir de 1355 de celle de Falkenstein, au sein du Saint-Empire romain germanique. Commence alors pour la région le règne des chevaliers-brigands ou pillards (Raubritter) et une sinistre période pour Berebdal unter Ramenstein (le rocher des Corbeaux).

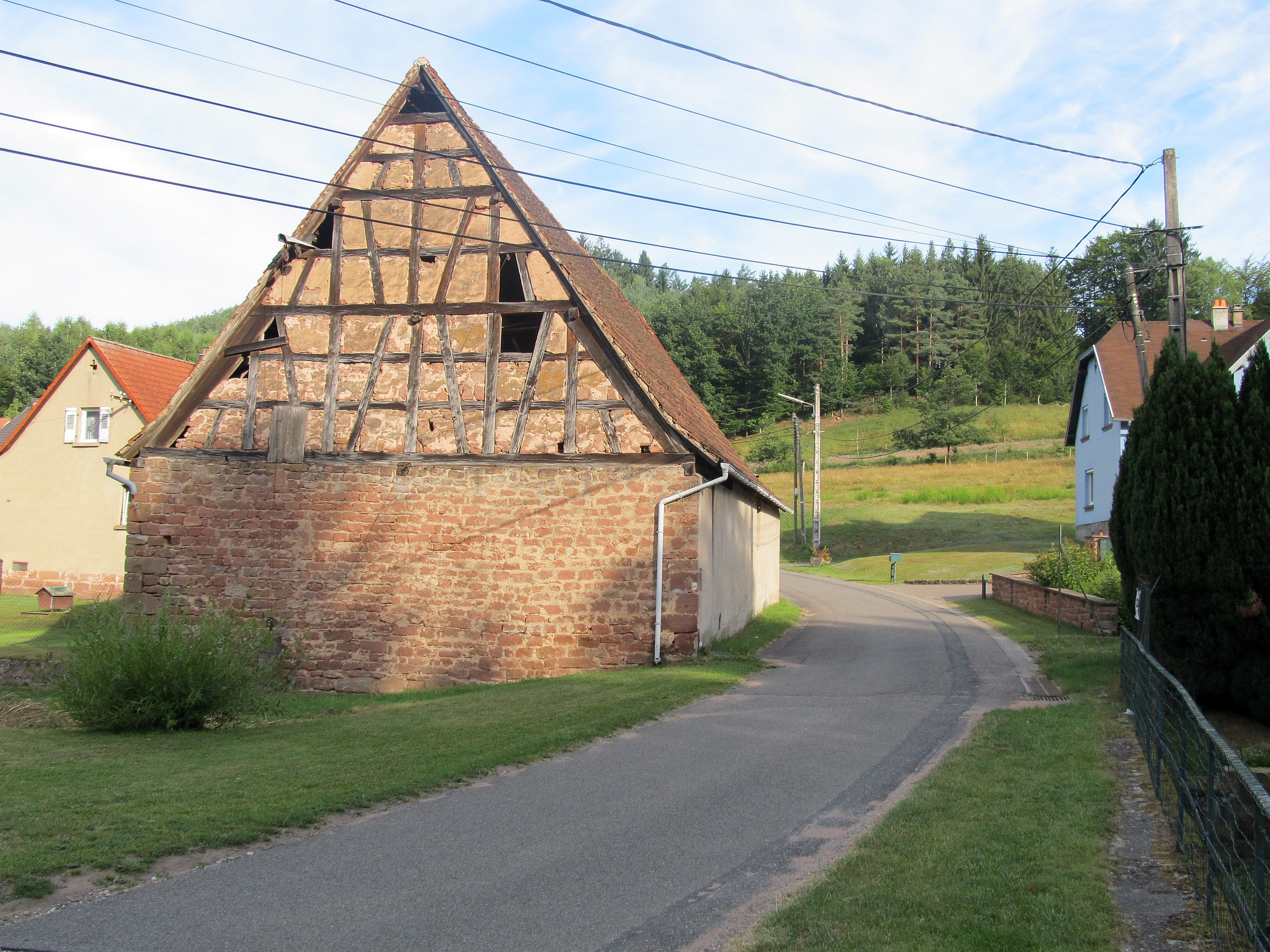
Lieu-dit Fischerhof.

Par acte de vente du 3 septembre 1467, le comte Louis V de Lichtenberg devient propriétaire de la moitié sud du village avec le château du Grand-Arnsberg. Puis en 1569, les comtes de Hanau-Lichtenberg deviennent propriétaires de l'ensemble du village. Le nom de plusieurs endroits des environs de Baerenthal remonte à cette époque :
- Reinhardshof, d'après le nom du burgrave Johann-Reinhardt (cf. Jean-René Ier et III) ;
- Fischerhof, où logeaient les pêcheurs ;
- Rosselhof, où se trouvaient les écuries-relais seigneuriales ;
- Frohnacker (champ de corvée), où se situait une grande ferme près des champs seigneuriaux.

À partir de 1480, Berebdal passe entre les mains des comtes de Hanau-Lichtenberg et suit le sort de cette seigneurie.

### Période moderne
En 1606 sont implantées les bornes qui doivent délimiter le duché de Lorraine et le comté de Hanau-Lichtenberg, dont le tracé se situait sur la limite du ban communal du hameau de la Melch à Bannstein, et Baerenthal fait partie désormais du grand-bailliage de Lemberg (près de Pirmasens en Palatinat), enclavé dans le Palatinat de l'époque. À partir de 1736, il dépend du landgraviat de Hesse-Darmstadt, le landgrave Louis VIII étant le gendre du dernier comte Johann-Reinhardt de Hanau-Lichtenberg, et le père de Louis IX qui hérite le comté de son grand-père Johann-Reinhard.
À partir de 1648, après la guerre de Trente Ans, Baerenthal ainsi que les autres villages du grand-bailliage de Lemberg (partie du comté de Hanau-Lichtenberg) constituent donc des fiefs allemands, enclavés dans d'autres territoires alsaciens-lorrains appartenant dorénavant directement au royaume de France à la suite de l'annexion progressive par la France de l'Alsace (traités de Westphalie et de Nimègue, 1648 et 1679) et de la Lorraine (traités de Chambord et de Vienne, 1552 et 1738). Dès 1700, le comte de Hanau-Lichtenberg avait décidé de pratiquer avec le roi de France Louis XIV un échange de bons procédés : sa soumission à la suprématie royale contre la reconnaissance par lettres patentes de l’exercice de sa supériorité territoriale avec la jouissance de tous ses anciens droits et revenus. Ce prince possessionné acceptait ainsi de devenir non le sujet mais le vassal du roi de France, qui l’assurait de sa protection en reconnaissant ses privilèges particuliers. Baerenthal ne dépendait donc pas du droit français mais de celui du Saint-Empire romain germanique, comme garanti d'ailleurs par les traités de Westphalie.
La Zinsel du Nord est utilisée dès le XVIIIe siècle pour alimenter les usines et les forges qui amenèrent travail et vie active dans cette vallée écartée du pays de Bitche. A la fin des années 1720, l'installation de forges sous l'autorité des comtes de Hesse-Hanau-Lichtenberg est envisagée : il faut valoriser le charbon de bois produit dans les vastes forêts de Philippsbourg. En 1745, la première industrie, une forge d'armes, est créé par Mathias Will à Baerenthal. Il s'agit d'une forge d'armes blanches qui prend rapidement de l'extension. Une seconde installation est créée pour transformer la fonte venant de Franche-Comté, en tôle de fer et en acier. Ces dernières fonderie et forges admodiées par le seigneur sont dirigées par Jean-Christophe Alberti en 1749, Jean-Charles Alberti en 1754, Jean de Dietrich depuis Strasbourg en 1762, Jaggi installé à Philippsbourg en 1774, l'association Kraft et Alberti en 1777, la paire Christophe Alberti et Guillaume Wünschholdt en 1778, puis en solo Guillaume Wünschholdt en 1780.

### Époque contemporaine
Fin 1792, la jeune République française s'empare des biens alsaciens-lorrains des princes possessionnés. En 1793, Baerenthal ainsi que son annexe Philippsbourg sont érigés en communes du canton de Bitche, détachés du reste de l'Alsace et unis au département de la Moselle. D'autres territoires du bailliage de Lemberg, notamment Obersteinbach, sont quant à eux rattachés aux cantons de Breidenbach et de Volmunster. La décision est prise par la Convention lors de la Révolution française, la nouvelle République voulant établir une continuité territoriale dans ses possessions. Ceci ne va cependant pas sans de grandes tensions avec les princes allemands, tensions ayant déjà abouties en 1792 à la guerre franco-autrichienne.
Baerenthal est officiellement intégré en 1801, avec le comté de Hanau-Lichtenberg, à la France, devenant une simple commune du département de la Moselle, intégrée à l'arrondissement de Sarreguemines. Bonaparte dédommage pour cela le landgrave de Hesse-Darmstadt par le versement d'une indemnité record de dix millions de florins. En 1815, à la suite du congrès de Vienne, la France est ramenée à ses frontières de 1791 et les communes du bailliage de Lemberg acquises en 1793 sont cédées à la Bavière, à l'exception de Baerenthal et Philippsbourg qui restent françaises.
Le bourgeois Nicolas Ensfelder et le forgeron Frédéric Fech, propriétaires résidant respectivement à Strasbourg et Baerenthal, dirigent ensemble les forges en 1800. La moitié appartenant à feu François-Geoffroy Ensfelder est mise en adjudication le 12 mai 1807 par l'étude de maître Knoepffler, notaire impérial à Bitche. L'entreprise métallurgique qui comporte, outre le fonds de roulement et d'équipement, une forge, un feu d'affinerie, un marteau à drôme et martinet, une platinerie à deux marteaux, une halle à charbon, des fours, une maison de maître, deux bâtiments pour logements d'ouvriers en saison, des magasins et écuries pour assurer le transport, ainsi que 3 ha et 14 ares de terres labourables et de prairies etc. est située sur la rivière Zinsel à trois lieues de Bitche. M. Louis Drion, directeur des "Forges du Bas-Rhin" à Niederbronn supervise l'implantation fin 1807 d'une aciérie, de fours à puddler et de trains de laminage, alors les forges se multiplient le long du Zinselbach. 
Le Strasbourgeois Jacques Coulaux qui devient le principal propriétaire des forges en 1818, instaure des relations capitales avec la grande manufacture d'armes à Klingenthal et à Mutzig, ce qui permet de pérenniser, moderniser et déployer forges, affineries, laminoirs etc. L'activité métallurgique, placée au sein de la société Coulaux et Cie basée à Molsheim, atteint alors son plus grand développement dès 1822 avec une centaine d'ouvriers spécialisés, une activité qu'elle garde au milieu du XIXe siècle, pour ralentir insensiblement. En septembre 1822, le sieur Coulaux, propriétaire des forges de Baerenthal, demeurant à Strasbourg, demande l'autorisation de remplacer une chaufferie, un four à réverbère et un martinet, existant avant le 21 avril 1810 et probablement jugés vétustes, par deux feux d'affinerie pour l'acier brut, deux feux de raffinerie, un martinet et un gros marteau. Le propriétaire Coulaux demande aussi, sans modification hydraulique, à élever près de semblables installations de chauffe sur la commune un four pour convertir le fer en acier par la cémentation. Les feux doivent être alimentés par fontes en gueuse venant de Schenau en Bavière rhénane, et par 275 tonnes de charbons de bois, produits dans les forêts voisines, et la houille du bassin de Sarrebruck destinée à la consommation des deux raffineries ne devraient pas dépasser 300 tonnes. Le four à cémentation est alimenté par des fers de France et ne nécessite que 200 tonnes de houille. L'avis et pétition affiché en septembre informe le public, que toute opposition peut être déposée légalement avec une durée de réclamation étendue à quatre mois uniquement pour les feux d'affinerie et de raffinerie, il est signé à Metz le 4 août par l'ingénieur des mines Monsieur de Gargan et le 3 septembre par son supérieur à Strasbourg Valter, avant d'être publié par le préfet de Moselle M. de Tocqueville.
Le recensement de 1841 mentionne 1540 habitants. C'est un chiffre que reprend vers 1844 Girault de Saint-Fargeau pour indiquer de façon laconique la population avec une orthographe imprécise la commune de Behrenthal ou Beruthal en Moselle, à 50 km de Sarreguemines, chef-lieu d'arrondissement en Moselle, et située dans le canton de Bitche, avec ses forges renommées, sur la Zinselbach.
En conséquence de la guerre franco-prussienne de 1870-1871, qui voit la défaite de la France, Baerenthal redevient allemand comme tout le reste de l'actuelle Alsace-Moselle. Le chemin de fer le plus proche, à la gare de Philippsbourg, est à 3,98 km.

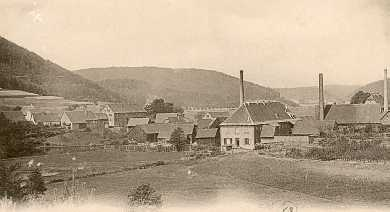
Vue des anciennes forges avant 1880

En 1910, la petite métallurgie de Baerenthal ne compte que 50 ouvriers, et seulement une trentaine en 1922. En 1923, l'activité en perdition est largement compromise, alors que la commune compte encore 718 habitants en 1922. En 1932, après un lente agonie prévisible, la dernière forge ferme ses portes. Le relais est pris par la Chaiserie Lorraine, détruite par la Seconde Guerre mondiale. Reconstruite et destinée à nouveau au travail de l'acier, l'atelier mécanique est remplacé par une usine de couverts de table.
De 1940 à 1944, Baerenthal de nouveau annexé par l'Allemagne devient Bärental bei Bitsch. Classée Station de Cure d'air, Baerenthal est un centre touristique important des Vosges du Nord puisque le village est classé Station verte depuis 1987.

### Cultes
Au Moyen Âge, Baerenthal est une annexe de la paroisse catholique d'Obersteinbach, de l'archiprêtré du Haut-Haguenau au diocèse de Strasbourg. En 1570, le comte Philippe IV de Hanau-Lichtenberg introduit la Réforme dans le village et le culte catholique est supprimé. Cette situation particulière explique l'absence de croix de chemin sur le ban de la commune. Pour les catholiques, peu nombreux et arrivés récemment dans la commune, le territoire est attribué à l'évêché de Metz depuis 1802 et Baerenthal forme une annexe de la paroisse de Mouterhouse. La chapelle de l'Immaculée Conception est construite en 1885 dans la partie nord du village.
Après le passage du village à la Réforme, l'église catholique est affectée au culte protestant. L'église protestante est restaurée en 1630. Par ailleurs, le village est une paroisse protestante depuis 1739.

## Politique et administration
| Période                                  | Période   | Identité       | Étiquette | Qualité      |
| ---------------------------------------- | --------- | -------------- | --------- | ------------ |
| Les données manquantes sont à compléter. |           |                |           |              |
| mars 1959                                | 1995      | Edouard Jund   |           |              |
| mars 1995                                | 2001      | Gérard Peter   |           |              |
| mars 2001                                | mars 2008 | Gaston Honnert |           |              |
| mars 2008                                | En cours  | Serge Weil     | DVG       | Ancien cadre |

En 1793, Bærenthal ainsi que son annexe Philippsbourg, sont érigés en communes du canton de Bitche, détachés de l'Alsace et unis au département de la Moselle. La décision a été prise par la Convention lors de la Révolution française.

### Budget et fiscalité 2023
En 2023, le budget de la commune était constitué ainsi :
- total des produits de fonctionnement : 692 000 €, soit 900 € par habitant ;
- total des charges de fonctionnement : 586 000 €, soit 762 € par habitant ;
- total des ressources d'investissement : 408 000 €, soit 530 € par habitant ;
- total des emplois d'investissement : 289 000 €, soit 376 € par habitant ;
- endettement : 819 000 €, soit 1 065 € par habitant.

Avec les taux de fiscalité suivants :
- taxe d'habitation : 10,42 % ;
- taxe foncière sur les propriétés bâties : 26,77 % ;
- taxe foncière sur les propriétés non bâties : 88,60 % ;
- taxe additionnelle à la taxe foncière sur les propriétés non bâties : 0,00 % ;
- cotisation foncière des entreprises : 0,00 %.

Chiffres clés Revenus et pauvreté des ménages en 2021 : médiane en 2021 du revenu disponible, par unité de consommation : 22 660 €.

### Jumelage
Feistritz im Rosental (Autriche)

## Population et société

### Démographie

#### Évolution démographique
L'évolution du nombre d'habitants est connue à travers les recensements de la population effectués dans la commune depuis 1793. Pour les communes de moins de 10 000 habitants, une enquête de recensement portant sur toute la population est réalisée tous les cinq ans, les populations de référence des années intermédiaires étant quant à elles estimées par interpolation ou extrapolation. Pour la commune, le premier recensement exhaustif entrant dans le cadre du nouveau dispositif a été réalisé en 2005.

En 2022, la commune comptait 742 habitants, en évolution de −4,5 % par rapport à 2016 (Moselle : +0,52 %, France hors Mayotte : +2,11 %).
| 1793 | 1800 | 1806 | 1821  | 1836  | 1841  | 1861  | 1866  | 1871  |
| ---- | ---- | ---- | ----- | ----- | ----- | ----- | ----- | ----- |
| 384  | 386  | 566  | 1 041 | 1 322 | 1 540 | 1 824 | 1 946 | 1 969 |

| 1875  | 1880  | 1885  | 1890  | 1895  | 1900  | 1905 | 1910 | 1921 |
| ----- | ----- | ----- | ----- | ----- | ----- | ---- | ---- | ---- |
| 1 302 | 1 370 | 1 282 | 1 170 | 1 103 | 1 036 | 948  | 895  | 725  |

| 1926 | 1931 | 1936 | 1946 | 1954 | 1962 | 1968 | 1975 | 1982 |
| ---- | ---- | ---- | ---- | ---- | ---- | ---- | ---- | ---- |
| 645  | 619  | 659  | 621  | 635  | 681  | 735  | 754  | 694  |

| 1990 | 1999 | 2005 | 2006 | 2010 | 2015 | 2020 | 2022 | - |
| ---- | ---- | ---- | ---- | ---- | ---- | ---- | ---- | - |
| 723  | 702  | 710  | 703  | 762  | 779  | 756  | 742  | - |

La population a considérablement varié, passant de 660 habitants en 1817 à 1 683 en 1852, pour retomber à 694 en 1982.
Entre 1810 et 1874 le village de Philippsbourg appartenait à la commune de Baerenthal.

### Enseignement
Établissements d'enseignements :
- Écoles maternelles et primaires,
- Collèges à Niederbronn-les-Bains, Reichshoffen, Lemberg,
- Lycées à Éguelshardt, Bitche.

### Santé
Professionnels et établissements de santé :
- Médecins à Offwiller, Zinswiller, Niederbronn-les-Bains,
- Pharmacies à Oberbronn, Niederbronn-les-Bains, Bitche,
- Hôpitaux à Niederbronn-les-Bains, Bitche.

### Cultes
- Culte protestant[39].
- Culte catholique[40], Communauté de Paroisses Saint-Laurent du Pays du Verre, Diocèse de Metz[41].

## Économie

### Entreprises et commerces

#### Agriculture et élevages

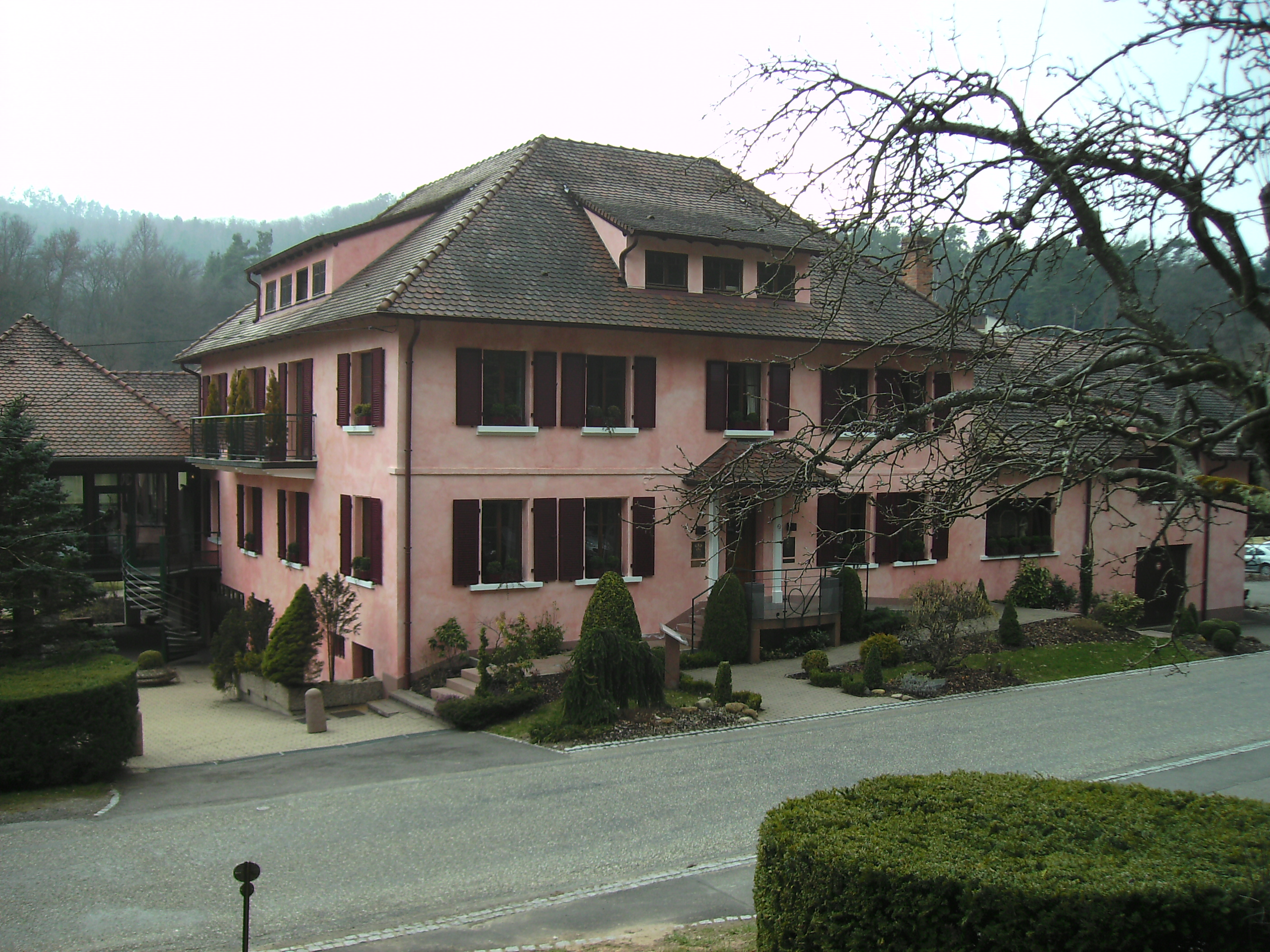
Drei-Sterne-Hôtel-Restaurant "L'Arnsbourg".

- Élevages.

#### Tourisme
- Base de loisirs Ramstein Plage[42].
- Restaurant Hôtel L'Arnsbourg[43].
- Restaurant L'Arbre Vert.
- Chambres d'hôtes.
- Ütes de la traversée du Massif des Vosges[44],[45].

#### Commerces
- Commerces et services de proximité à Baerenthal, Philippsbourg, Bitche.
- Scierie, puis usine métallurgique[46].
- La société Barenthal crée et réalise des couverts en acier massif et en métal argenté. En 2005, c'est le numéro deux des fabricants de couverts français.

## Culture locale et patrimoine

### Lieux et monuments

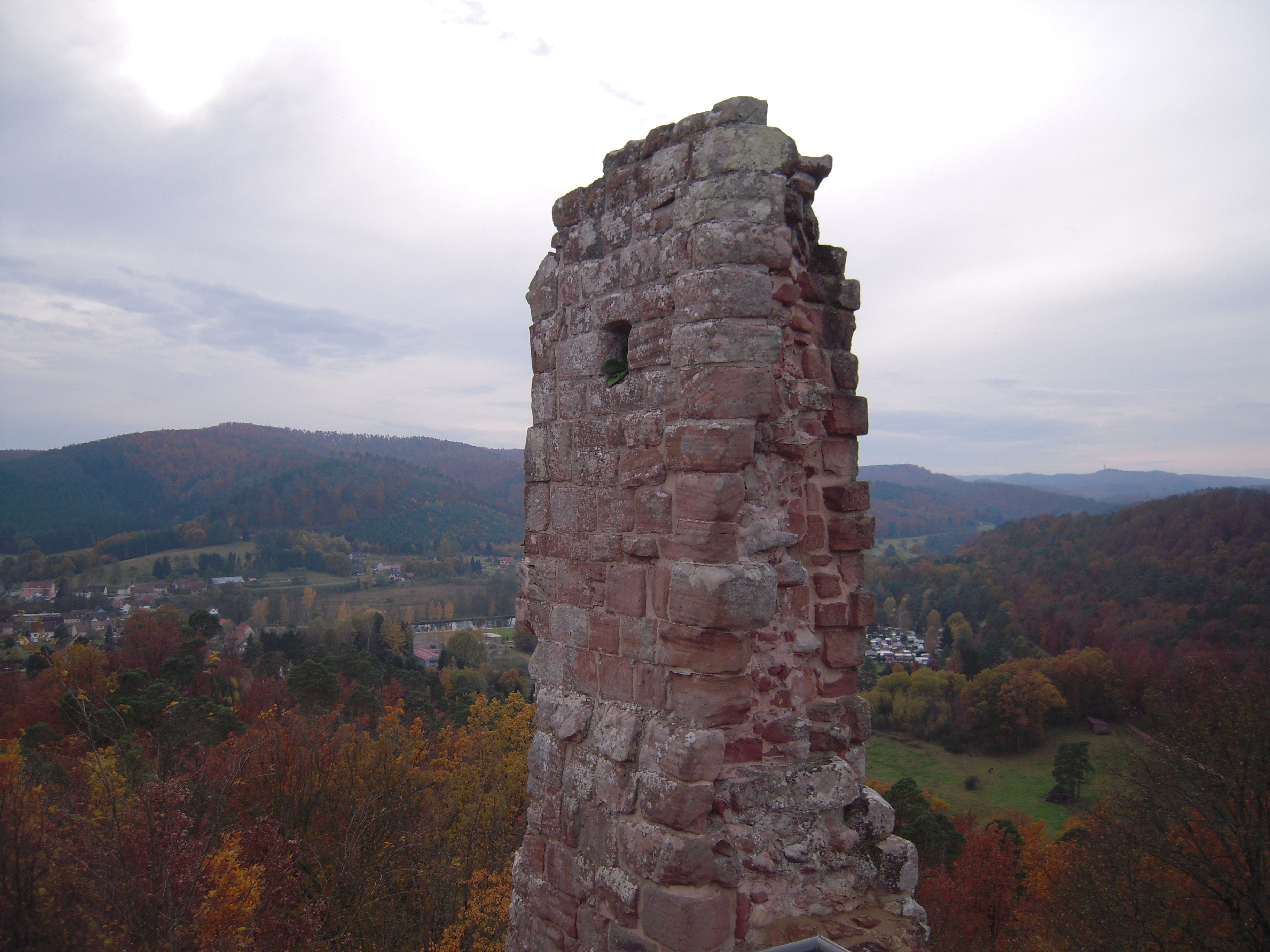
Château du Ramstein.
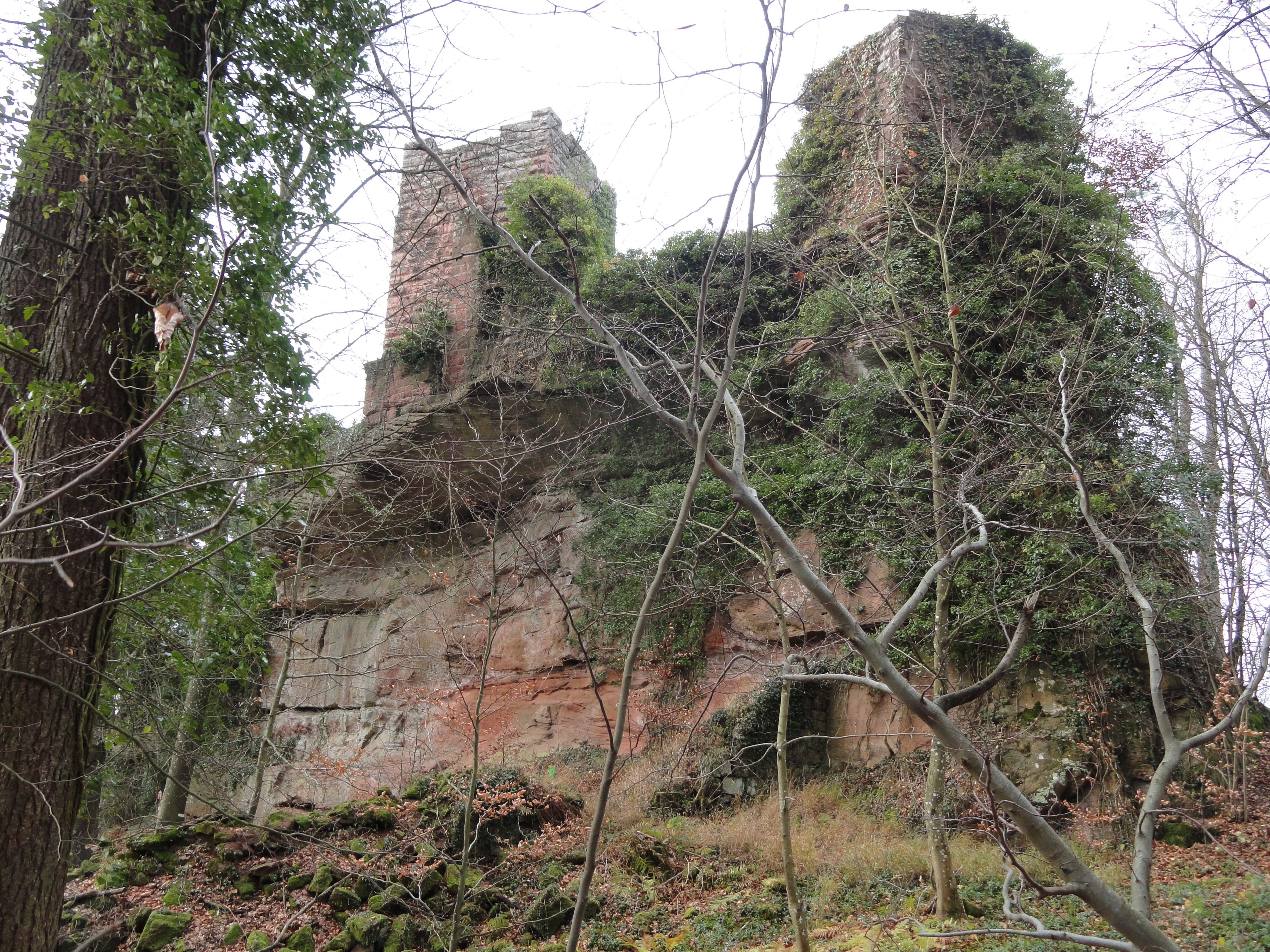
Château du Grand Arnsbourg.
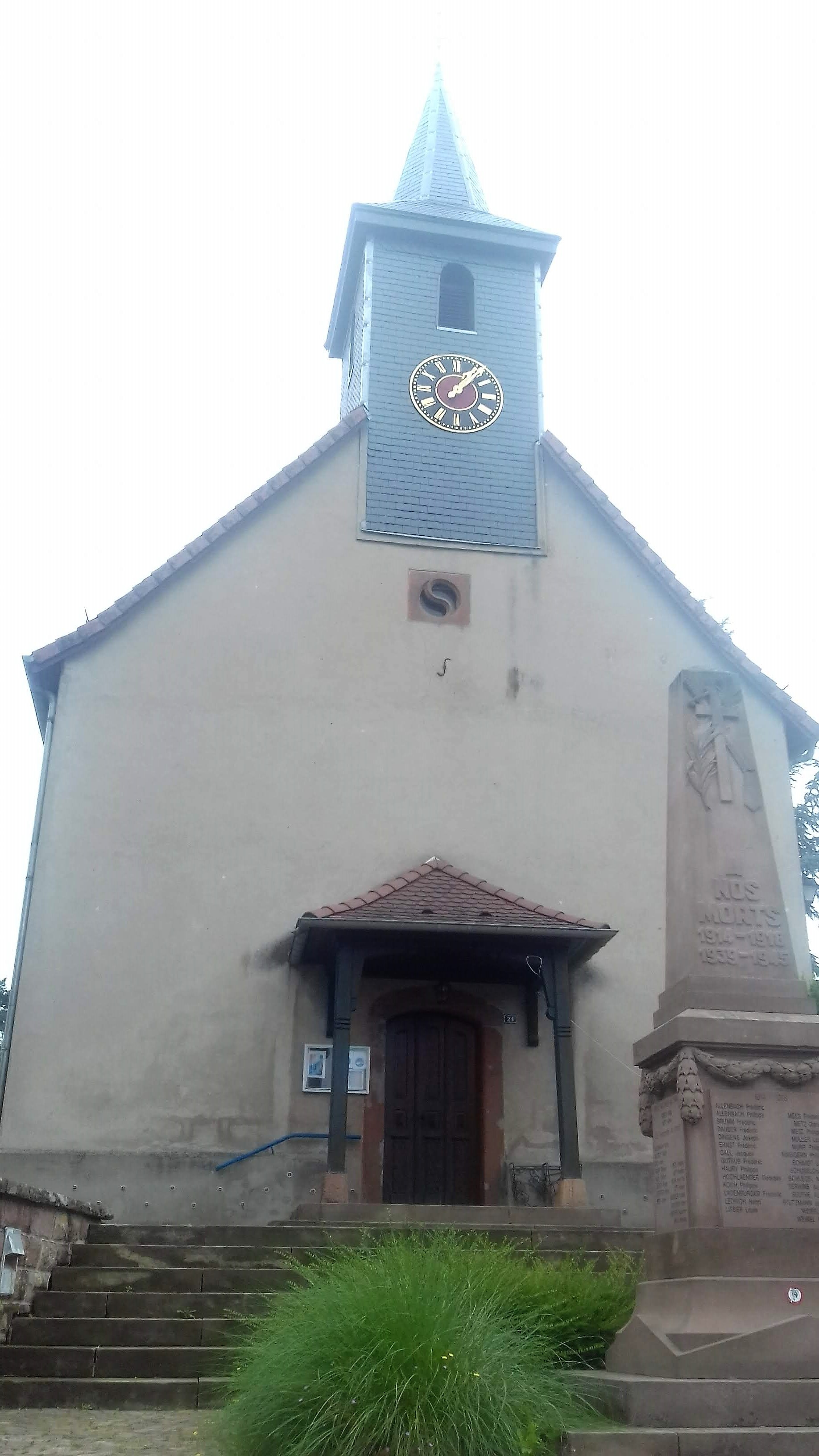
Eglise Sainte-Catherine.
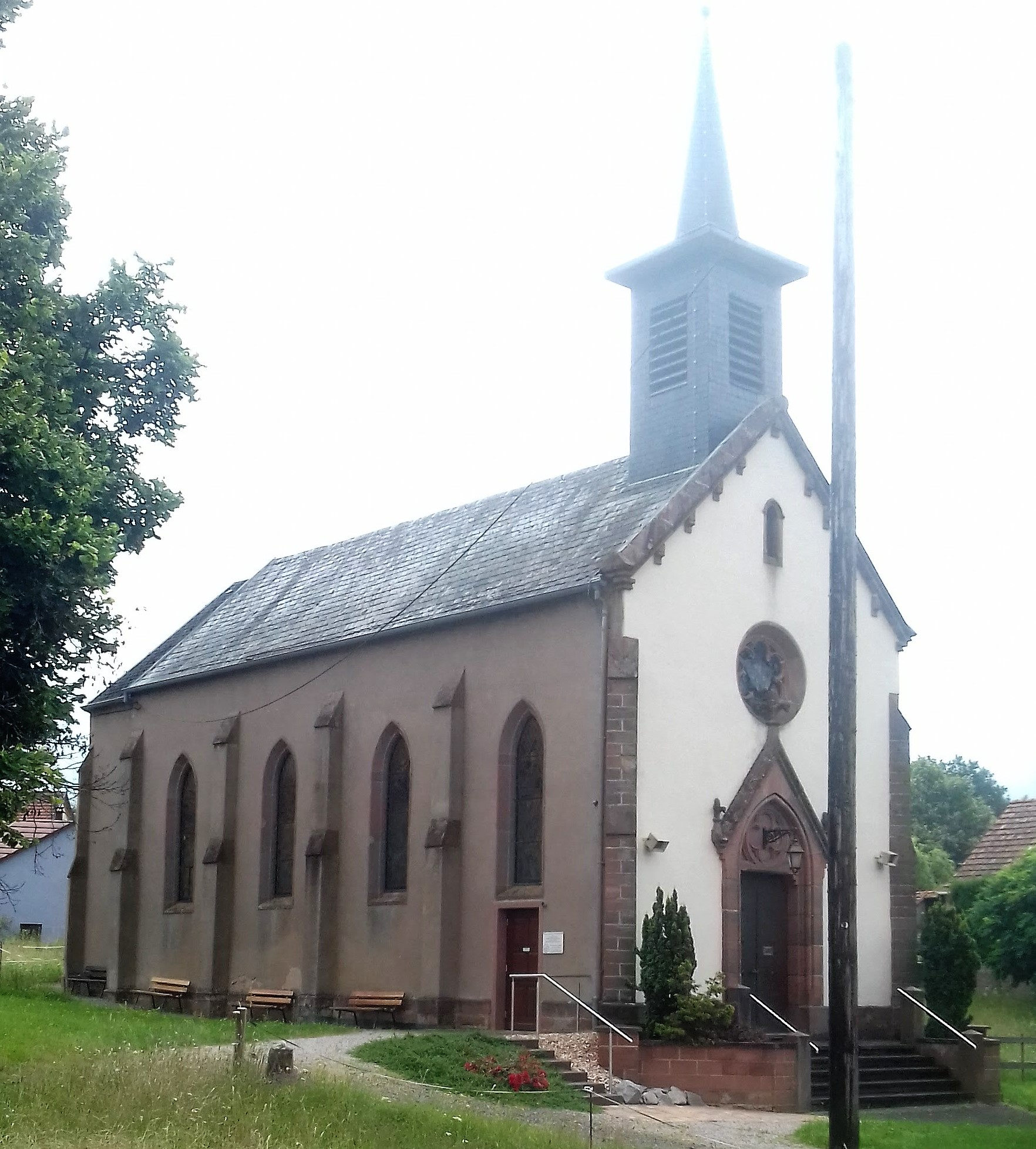
Chapelle de l'Immaculée-Conception.
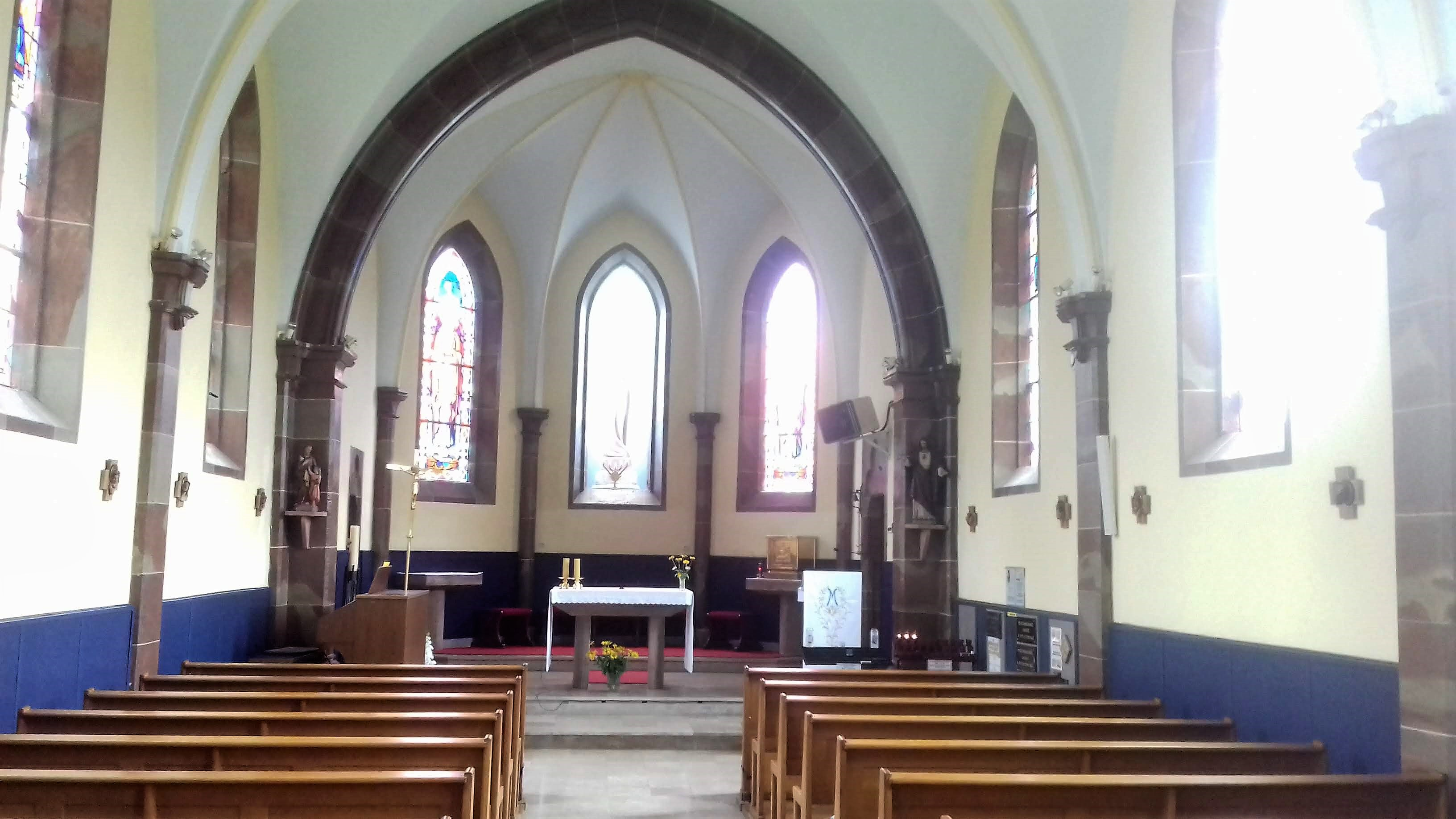
Intérieur de la chapelle de l'Immaculée-Conception.
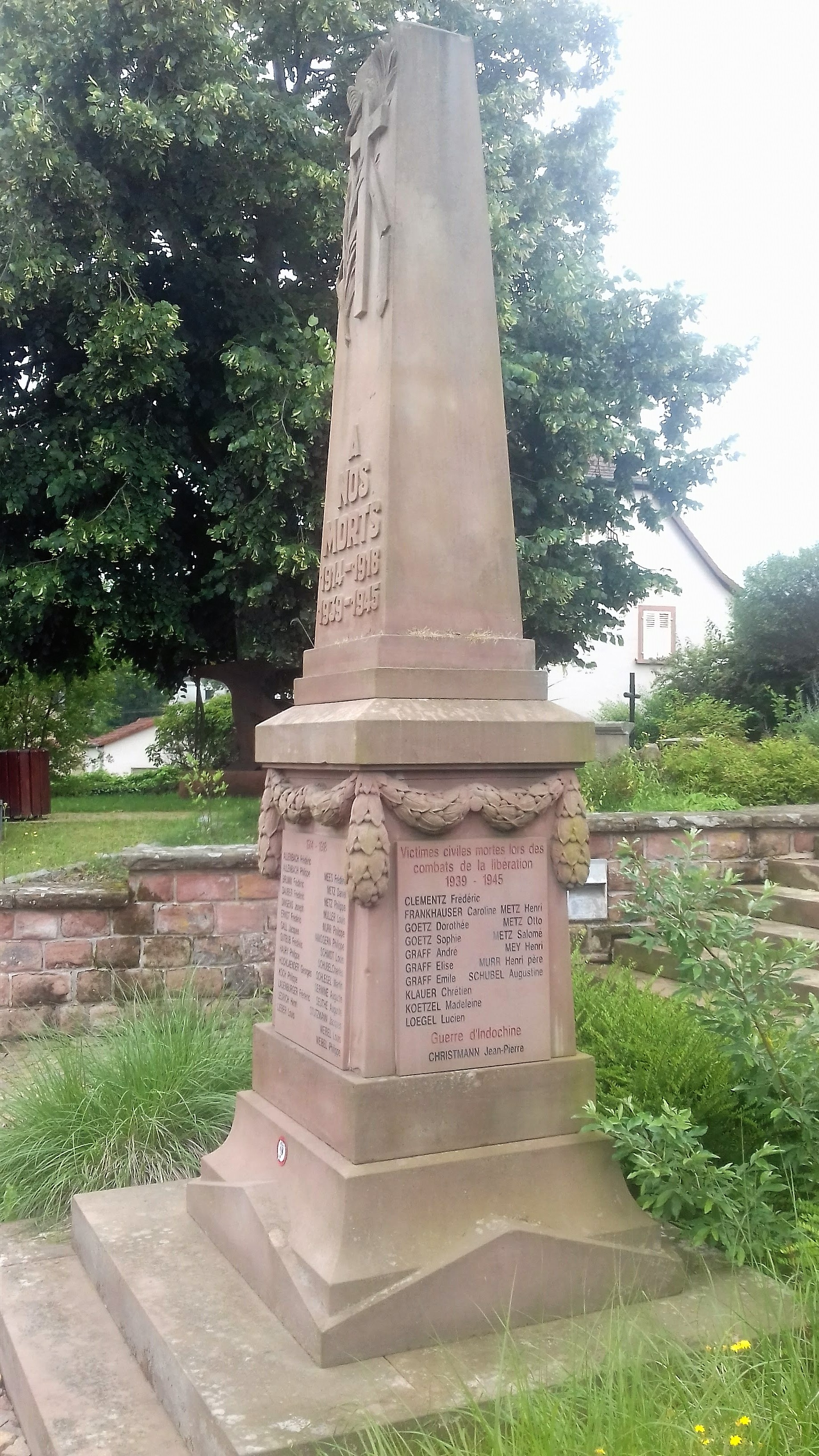
Monument aux morts.
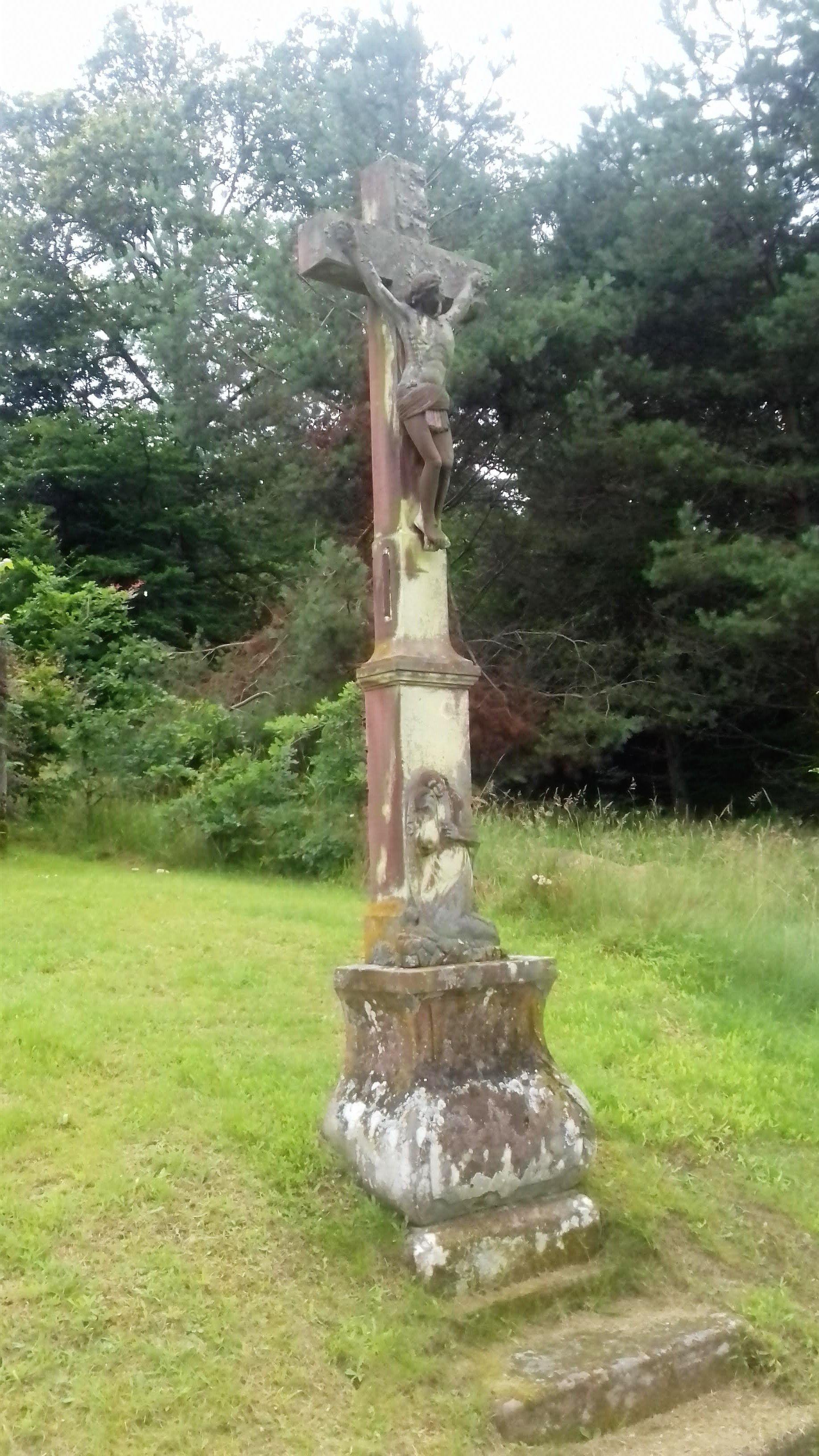
Calvaire "Kundschaft".
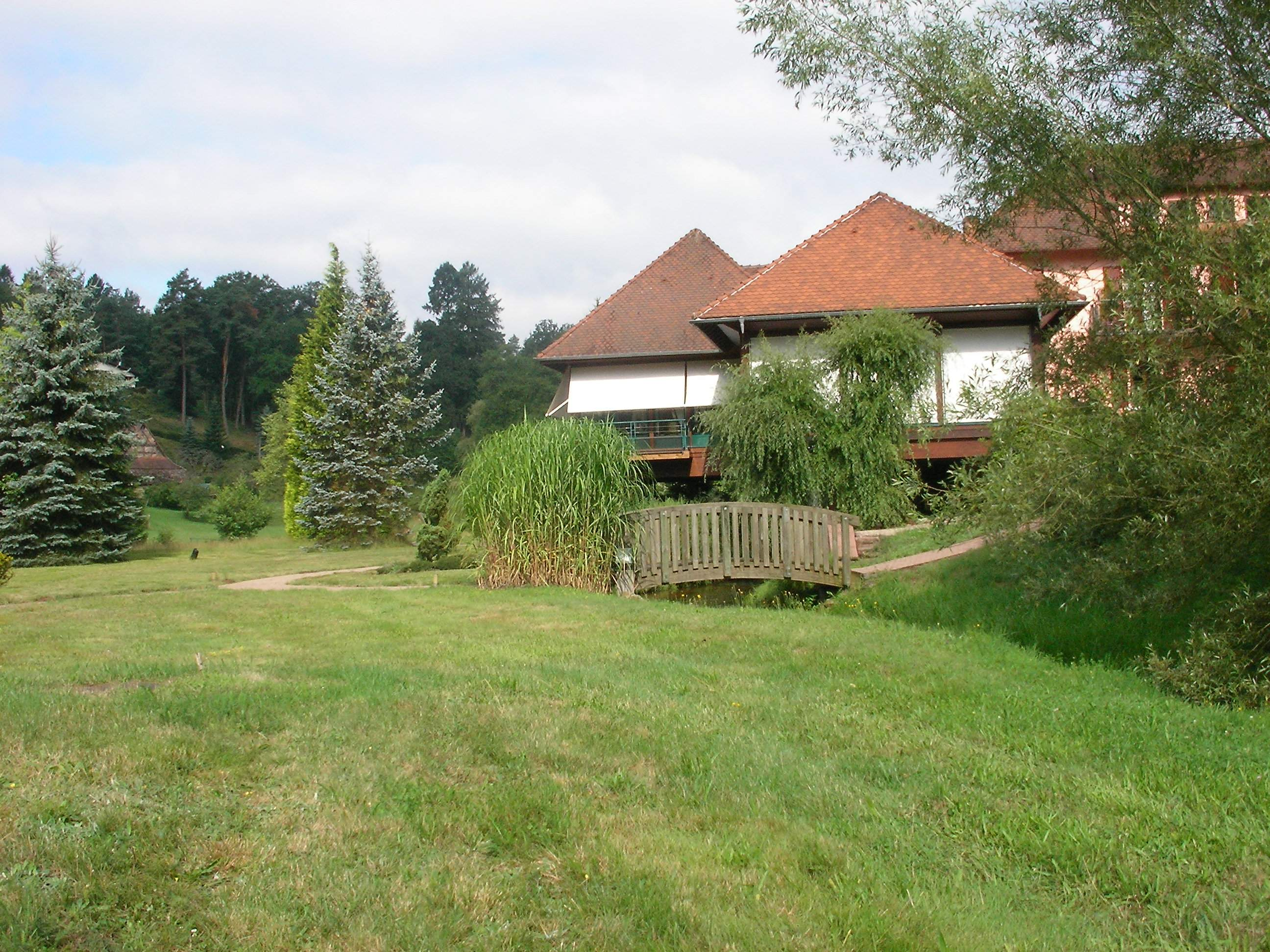
Jardin de Muhlthal.

#### Édifices civils
- le château du Ramstein[47], construit au XIIIe siècle par les sires de Falkenstein.
- le château du Grand-Arnsbourg (Burg Groß-Arnsberg en allemand), construit au début du XIIe siècle pour protéger la ville impériale de Haguenau. Après quelques travaux au milieu du 14e siècle, il est totalement démantelé au cours de la guerre de Trente Ans. Les ruines du château sont classées au titre des monuments historiques par arrêté du 22 novembre 1994[48].
- la borne au lieu-dit Schmalenthal[49], datant de 1605 et délimitant l'ancienne frontière du comté de Bitche.
- le calvaire au lieu-dit Frohnacker, datant de 1790.
- Située en bordure de la rue principale, une ferme est composée de deux bâtiments : le logis à pignon sur rue, daté 1770 sur la porte de cave, et l'exploitation, datée 1753, se développant en largeur au fond de la cour[50]. Exceptionnelle dans le Pays de Bitche, elle se rattache à l'habitat alsacien par la séparation entre logis et l'exploitation agricole et par les auvents superposés sur la façade principale. Mais ici, à la différence de l'Alsace, le pan-de-bois est relégué dans les parties secondaires, c'est-à-dire dans les dépendances, alors que l'habitation est construite en moellons de grès crépi[51],[52].
- Patrimoine rural recensé par le service régional de l'Inventaire général du patrimoine culturel[53],[54].
- Anciennes forges[55].

#### Édifices religieux et lieux de mémoire
- l'église Sainte-Catherine[56]. Ancienne église sainte Catherine construite au début du XVe siècle, par le comte de Bitche Deux-Ponts, devenue lieu de culte protestant Luthérien, en 1571 ; détruite pendant la guerre de Trente Ans et reconstruite en 1630, date portée ; nef repercée XVIIIe siècle ou XIXe siècle ; endommagée en 1945 puis restaurée avec aménagement du chœur et mise au jour de fenêtres gothiques[57].

3 verrières figurées.
Chaire à prêcher.
Orgue Martin Wetzel (1858) - Frédéric Haerpfer (1926) - Georges Schwenkedel (1953),.
- la chapelle de l'Immaculée Conception[62], de la fin du XIXe siècle, fait l'objet d'un pèlerinage tous les mois de mai[63].
- Tombeau de la famille Roemer[64].
- le tombeau de Philippe Hirtz, employé des forges de Mouterhouse, date de 1868[65].
- Monument aux morts[66] : Conflits commémorés : Guerres franco-allemande de 1914-1918 - 1939-1945 - Indochine (1946-1954).
- Cimetière du Baerenthal 1914-1918[67] à Orbey Haut-Rhin.
- Croix de chemin[68].

### Personnalités liées à la commune
- Jean-Guillaume Goldenberg (1778-1858), directeur des forges et responsable de l'assainissement de la vallée.
- Jean-Georges Klein (1950- ), chef cuisinier français ayant obtenu en 2002 trois étoiles au Guide Michelin pour son restaurant L'Arnsbourg à Untermuhlthal.

### Héraldique
| Blason | Blasonnement : De sable à l'ours, passant d'argent, chapé-ployé d'or à l'étoile de gueules à dextre Commentaires : Il s'agit des armes de la famille de Ramstein, de la seigneurie de laquelle relevait le village au Moyen Âge, et qui tire son nom de l'ancien château du Ramstein. L'ours rappelle le nom de la localité, signifiant la vallée des ours : Bären-tal, en allemand. |

## Pour approfondir